# Media Matters for America
Media Matters for America (MMfA) est une organisation non gouvernementale américaine de surveillance des médias. Fondée en 2004 par le journaliste David Brock comme alternative au Media Research Center conservateur, l'ONG est marquée à gauche.

## Histoire
Media Matters for America est créée en mai 2004 par David Brock, ancien journaliste conservateur devenu militant pour le parti démocrate. Il bénéficie alors du soutien du Center for American Progress.

## Description
Media Matters analyse les médias américains conservateurs en recourant notamment au fact checking.
L'ONG souhaite démontrer la surreprésentation, en temps d'antenne et d'occupation de l'espace médiatique, des responsables politiques et journalistes conservateurs,. Cette démarche est parfois critiquée, comme étant biaisée.

## Prise de position
L'organisation a critiqué plusieurs dérives de médias, comme l'émission de CBS "Imus in the Morning" , Rush Limbaugh,,, Bill O'Reilly,,, Laura Schlessinger,. Elle mène de 2010 à 2013 une « guerre à la Fox ». Elle pointe en 2019 les propos racistes et sexistes de Tucker Carlson,. En novembre 2023, l'organisation indique que les publicités de grandes entreprises sur le réseau social X jouxtent des publications à caractère raciste ou antisémite. Alors que plusieurs entreprises cessent leur publicité sur ce réseau, Elon Musk dépose plainte contre Media Matters.

## Prix
L'organisation décerne chaque année un prix de la désinformation. Il a notamment été attribué à Chris Matthews, ABC, Sean Hannity, Glenn Beck, Sarah Palin, Rupert Murdoch, Rush Limbaugh, CBS News, George Will, The Center for Medical Progress,,,.

## Financement
L'ONG a bénéficié lors de sa fondation de deux millions de dollars de dons,,. Elle reçoit en 2004 le soutien de Democracy Alliance, qui regroupe de riches membres politiquement progressistes,. Sa liste de donateurs n'est pas publique; selon une liste partielle de donateurs, divulguée accidentellement en 2023, les cinq plus grands donateurs du MMFA sont Debora Simon (descendante de Melvin Simon), Joshua Bekenstein et son épouse, Tim Gill, la Fondation Stephen Silberstein et la Susan Thompson Buffett Fondation.

### Sources primaires (MMfA)
1. ↑  (en) « Black and White and Re(a)d All Over: The Conservative Advantage in Syndicated Op-Ed Columnists », Media Matters for America,‎ 12 septembre 2006 (lire en ligne [archive du 7 octobre 2012], consulté le 4 novembre 2007)
2. ↑  (en) « Limbaugh falsely recasts 'phony soldiers' smear » [archive du 10 octobre 2012], Media Matters, 28 septembre 2007 (consulté le 12 août 2010)
3. ↑  (en) « Media Matters: O'Reilly surprised "there was no difference" between Harlem restaurant and other New York restaurants » [archive du 25 septembre 2012], sur Media Matters for America, 21 septembre 2007 (consulté le 1er août 2010)
4. ↑  (en) « Wash. Times op-ed expanded on O'Reilly's false attacks on Soros and Media Matters » [archive du 9 octobre 2012], Media Matters for America, 9 mai 2007 (consulté le 27 mars 2011)